# Chrysotus insignis
Chrysotus insignis är en tvåvingeart som först beskrevs av Octave Parent 1933.  Chrysotus insignis ingår i släktet Chrysotus och familjen styltflugor. Inga underarter finns listade i Catalogue of Life.